# Drupadia theda
Drupadia theda är en fjärilsart som beskrevs av Felder 1862. Drupadia theda ingår i släktet Drupadia och familjen juvelvingar. Inga underarter finns listade i Catalogue of Life.

## Bildgalleri

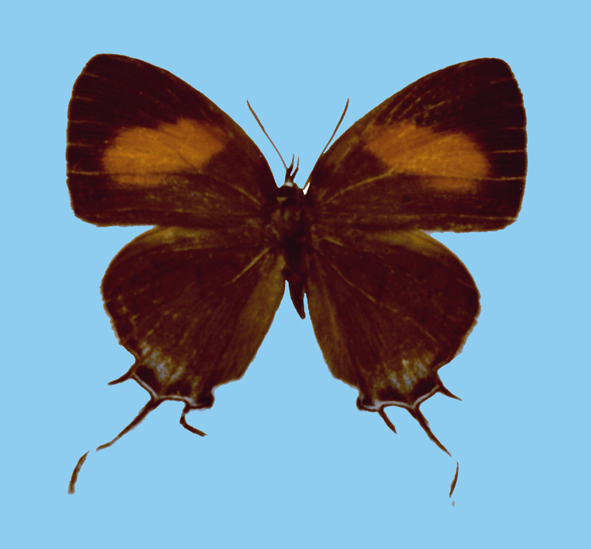
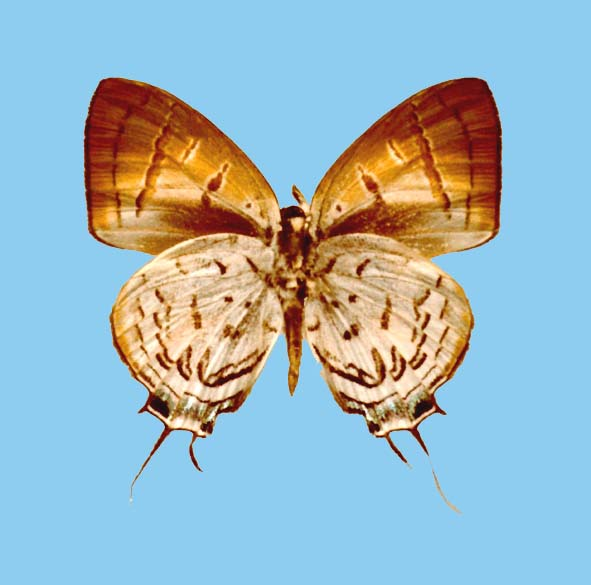
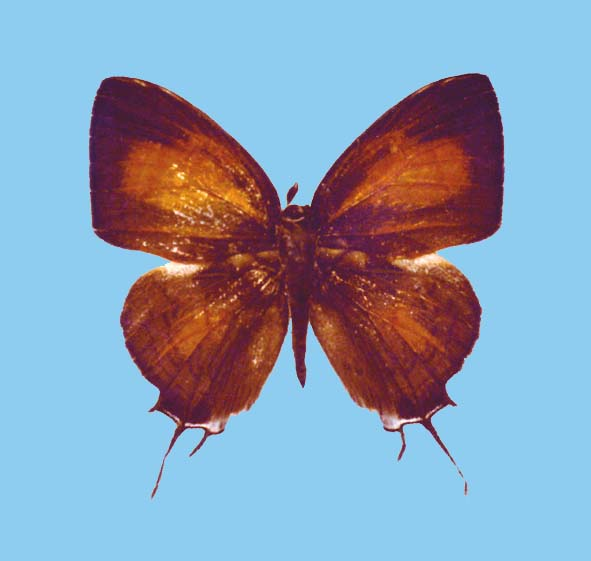
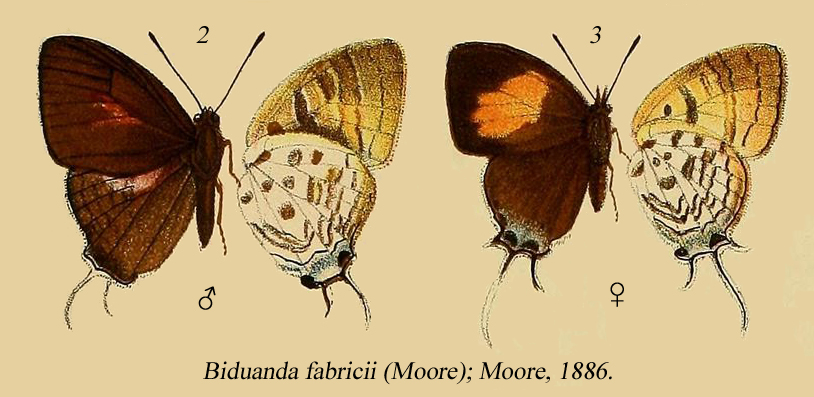
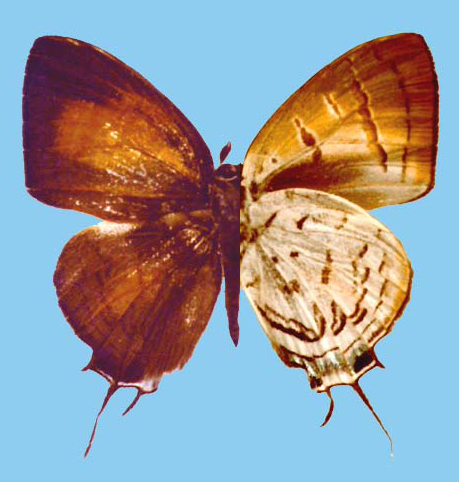
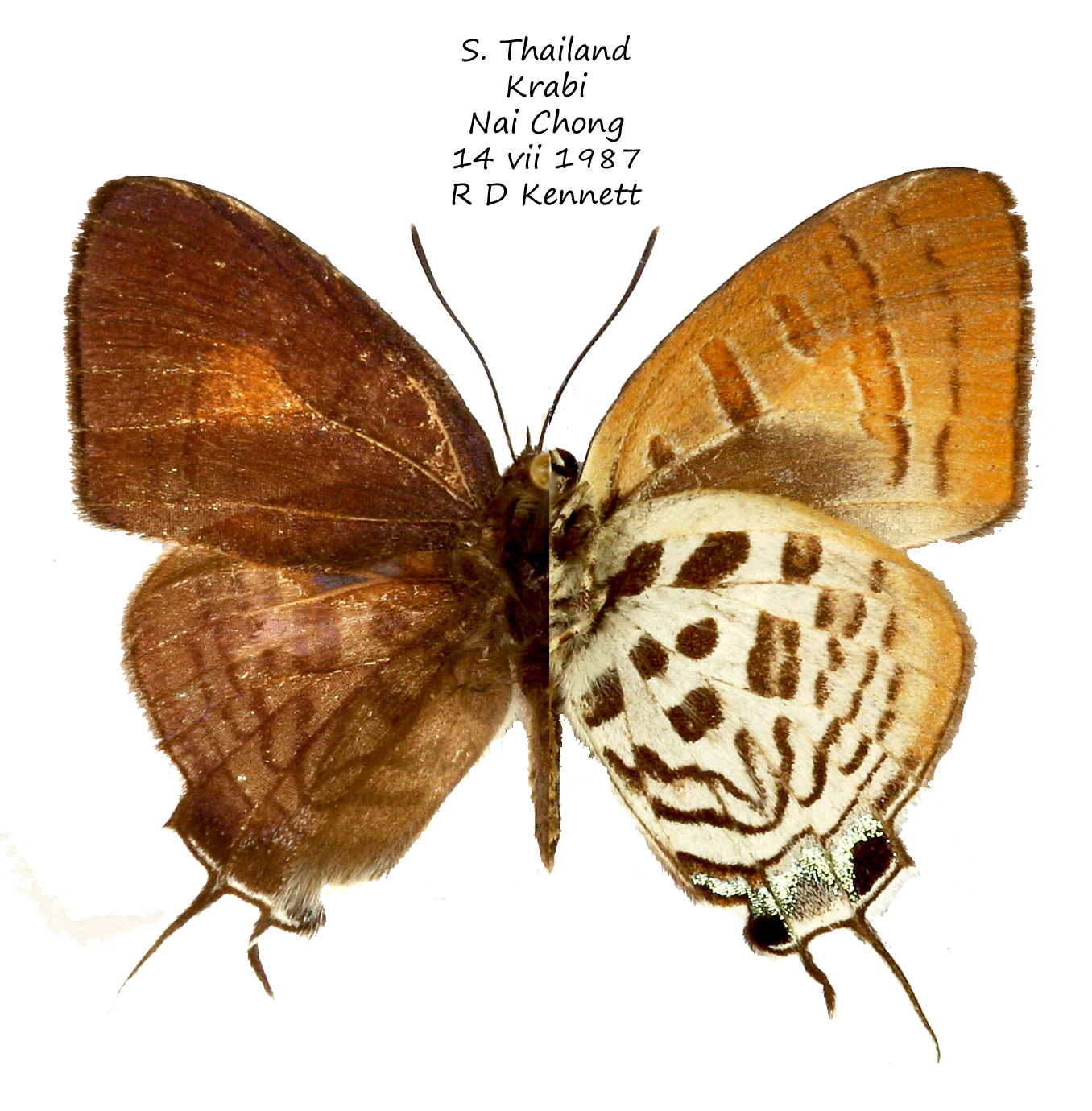